# Getto w Bóbrce
Getto w Bóbrce – getto dla ludności żydowskiej zorganizowane przez okupacyjne władze hitlerowskie w czasach II wojny światowej w mieście Bóbrka.
W połowie 1941 roku w Bóbrce mieszkało ponad 2 tys. Żydów. Władze niemieckie ustanowiły Judenrat, za pomocą którego regulowały życie społeczności żydowskiej. Przeprowadzono rejestrację ludności, Żydom powyżej 14 roku życia nakazano nosić wyróżniający ich znak. Zmuszeni byli do wykonywania różnych prac na rzecz okupanta.
Jeszcze przed utworzeniem getta, na początku sierpnia 1942 roku do Bóbrki przesiedlono Żydów z okolicznych miejscowości (Mikołajowa, Strzelisk Nowych, Szczerca i innych), w wyniku czego liczba ludności żydowskiej w Bóbrce wzrosła do 3,2 tys. Pierwszy transport Żydów z Bóbrki do obozu śmierci w Bełżcu miał miejsce 12 sierpnia 1942 roku. Sipo ze Lwowa przy współpracy niemieckiej żandarmerii i ukraińskiej policji deportowało 1260 osób a około 200 zabiło na miejscu.
Dla pozostałych przy życiu ok. 1900 Żydów Niemcy 1 grudnia 1942 roku utworzyli getto. Już po tygodniu deportowano do Bełżca bądź rozstrzelano na miejscu kilkaset osób.
Getto zlikwidowano 13 kwietnia 1943 roku. Do tego czasu z chorób i głodu zmarło w getcie ok. 300 osób. Tego dnia Sipo ze Lwowa przy współpracy niemieckiej żandarmerii i ukraińskiej policji rozstrzelało 1070 Żydów k. wsi Wołowe. Spalono także szpital żydowski z 50 pacjentami. Niewielką grupę zdolnych do pracy Żydów przeniesiono do Obozu Janowskiego we Lwowie. Kilkaset osób zdołało zbiec z miejsca kaźni, jednak prawie wszystkie z nich zginęły w następstwie obław.
Holokaust w Bóbrce został upamiętniony pomnikiem przy drodze wyjazdowej na Przemyślany.